# Ulrike Tillmann
Pour les articles homonymes, voir Tillman.
Ulrike Luise Tillmann (née le 12 décembre 1962) est une mathématicienne et universitaire allemande, spécialiste en topologie algébrique, qui a apporté d'importantes contributions à l'étude de l'espace de modules des courbes algébriques. Elle est professeure de mathématiques à l'université d'Oxford depuis 2010 et membre du Merton College.  

## Biographie
Ulrike Tillmann est originaire de Rhede en Allemagne. Elle obtient son Abitur au Gymnasium Georgianum de Vreden, puis elle s'inscrit à l'université et est diplômée de l'université Brandeis en 1985. Elle poursuit ses études à l'université Stanford où elle obtient une maîtrise en 1987, puis soutient une thèse de doctorat intitulée K-theory of topological group algebras, sous la direction de Ralph Louis Cohen en 1990,. Elle obtient une habilitation en 1996 à l'université de Bonn.
Elle réalise l'ensemble de sa carrière professionnelle depuis 1992 à l'université d'Oxford, dont elle est professeure titulaire de mathématiques depuis 2010, et comme membre du Merton College,. Elle est mariée avec Jonathan Morris et ils ont trois enfants.

## Activités de recherche et éditoriales
Elle donne une preuve simplifiée de la conjecture de Mumford avec Ib Madsen, Søren Galatius et Michael Weiss, après que Weiss en a donné une première preuve en 2007 sur la base de travaux d'Ulrike Tillmann. La conjecture est ainsi devenue le théorème de Madsen-Weiss (de).
De 2002 à 2006, elle est rédactrice en chef de la revue Topology, devenue Journal of Topology.

## Prix et distinctions

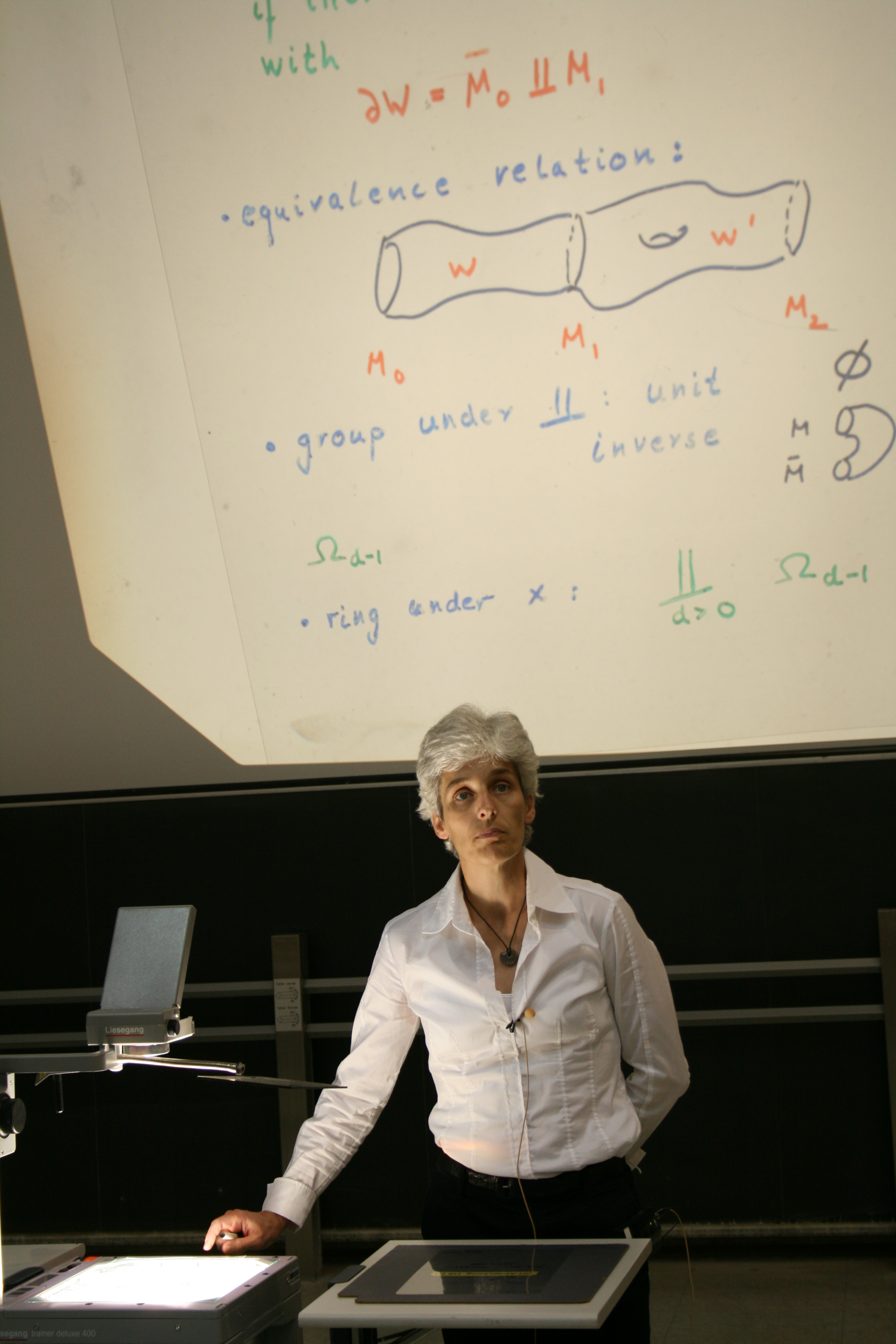
Ulrike Tillmann en 2009 à l'occasion de la conférence Emmy-Noether de la DMV à Graz.

En 2004, elle a reçu le prix Whitehead de la London Mathematical Society. En 2006-2007 elle est titulaire du cours De La Vallée-Poussin à l'Université catholique de Louvain.
En 2008, elle reçoit le Prix Friedrich-Wilhelm-Bessel de la Fondation Alexander-von-Humboldt.
Elle est élue membre de la Royal Society en 2008 et membre de l'American Mathematical Society en 2013 En 2017, elle est devenue membre de l'Académie allemande des sciences Leopoldina.  
Ulrike Tillmann est conférencière Emmy Noether de la Société mathématique allemande en 2009, puis en 2020 la même Société lui attribue la conférence Gauss.
En  2002 elle est conférencière invitée au Congrès international des mathématiciens à Pékin, avec une conférence intitulée « Strings and the stable cohomology of mapping class groups ».

## Publications
- 1, « On the homotopy of the stable mapping class group », Inventiones Mathematicae, vol. 130, no 2,‎ 1997, p. 257–275 (DOI 10.1007/s002220050184, Bibcode 1997InMat.130..257T, MR 1474157)
- avec Søren Galatius, Ib Madsen et Michael Weiss, « The homotopy type of the cobordism category », Acta Mathematica, vol. 202, no 2,‎ 2009, p. 195–239 (DOI 10.1007/s11511-009-0036-9, MR 2506750)
- « Spaces of graphs and surfaces: on the work of Søren Galatius », American Mathematical Society, new Series, vol. 49, no 1,‎ 2012, p. 73–90 (DOI 10.1090/S0273-0979-2011-01360-X, MR 2869008).